# Carl Rattray
Carl Raphael Rattray OJ, QC (* 18. September 1929 in Saint Elizabeth; † 14. März 2012 in Saint Andrew) war ein jamaikanischer Rechtsanwalt, Richter und Politiker der People’s National Party (PNP).

## Leben
Rattray begann seine Karriere als Jurist in England, bis er 1958 seine Anwaltszulassung in Jamaika erhielt und dann dort als Rechtsanwalt tätig war. Er war neben Percival J. Patterson und Alfred Rattray einer der Gründungspartner der Anwaltskanzlei Rattray, Patterson, Rattray. Im Jahr 1969 wurde er zum Kronanwalt (Queen’s Counsel) ernannt.
Er war zudem Gründungsmitglied und zeitweiliger Vorsitzender des Jamaica Council for Human Rights.
Politisch war Rattray als Mitglied der People’s National Party (PNP) aktiv. Von 1975 bis 1980 war er Senator für die regierende PNP. Er war von 1976 bis 1980 Justizminister und Attorney General in der Regierung von Premierminister Michael Manley. Von 1978 bis 1980 war er auch Geschäftsführer der PNP im Senat. 1989 wurde er im Wahlkreis South East St. Catherine ins Repräsentantenhaus gewählt und war bis 1993 Abgeordneter für die PNP. Von 1989 bis 1992 wurde er ein zweites Mal als Attorney General und Justizminister in die Regierung von Premierminister Michael Manley berufen, anschließend war er noch bis 1993 in derselben Funktion im Kabinett von Percival J. Patterson vertreten.
Im Jahr 1993 wurde Rattray als Präsident des jamaikanischen Berufungsgerichts (Court of Appeal) berufen, das Amt übte er bis zu seinem Ruhestand 1999 aus.
1994 wurde er für Verdienste auf dem Gebiet der Rechtswissenschaft und Rechtsreform mit dem Order of Jamaica ausgezeichnet.
Rattray war verheiratet und Vater von vier Kindern. Er starb am 14. März 2012 im Alter von 82 Jahren nach langer Krankheit.